# Basan

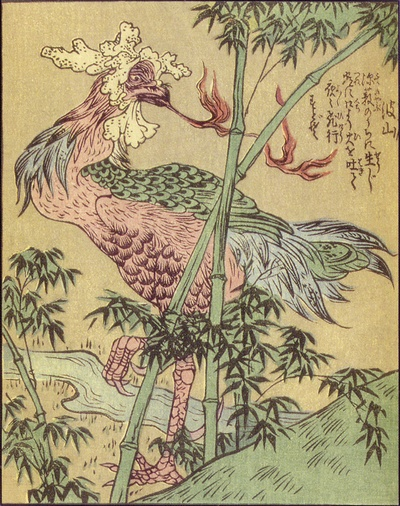
Basan. Criatura mitológica japonesa.

El Basan (波山?) es una criatura del imaginario popular japonés. El mito del Basan indica que se encuentra en la prefectura de Ehime, particularmente, en las faldas de las montañas. También se le conoce por Bazan, Basabasa o Inu-Hō-Ō.

## Apariencia
Es un gallo del tamaño de una montaña. Cuando exhala, expele fuego-fatuo, con lo que el ambiente pareciera estar iluminado por las flamas fantasmales.

## Actitud
Durante el día, se esconde dentro de los brotes de bambú, pero de noche, emerge, y se dirige a los poblados más cercanos. Al acercarse, produce un peculiar sonido: "Basabasa". La gente que ha oído este cacareo, se ha asomado, solo para ver que nada había. Es una criatura benigna y no daña al ser humano.

## Cultura Popular
En el anime Pokémon de la 3.ª generación, Torchic y sus evoluciones están basadas en el Basan. en Digimon 1 y 2 Birdramon
- Datos: Q1073978